# Gradiz
Gradiz ist ein Dorf und eine ehemalige Gemeinde (Freguesia) im portugiesischen Kreis Aguiar da Beira. Die Freguesia Gradiz hatte 174 Einwohner (Stand 30. Juni 2011) auf einer Fläche von 12,7 km².

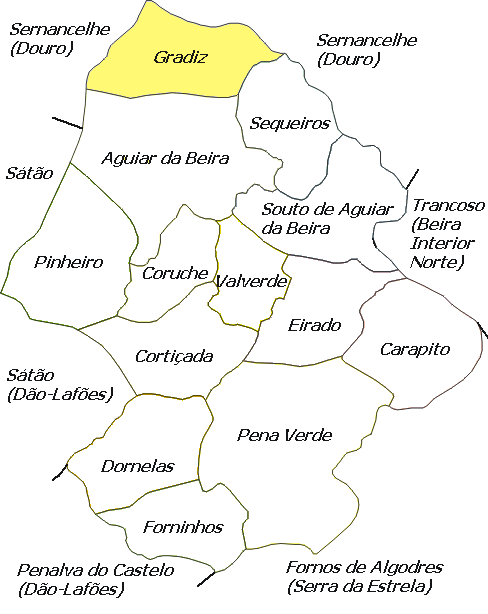
Lage der Freguesia Gradiz im Kreis Aguiar da Beira bis September 2013

Am 29. September 2013 wurden die Freguesias Gradiz und Sequeiros zur neuen Freguesia União das Freguesias de Sequeiros e Gradiz zusammengefasst.